# Mira Debelak Deržaj

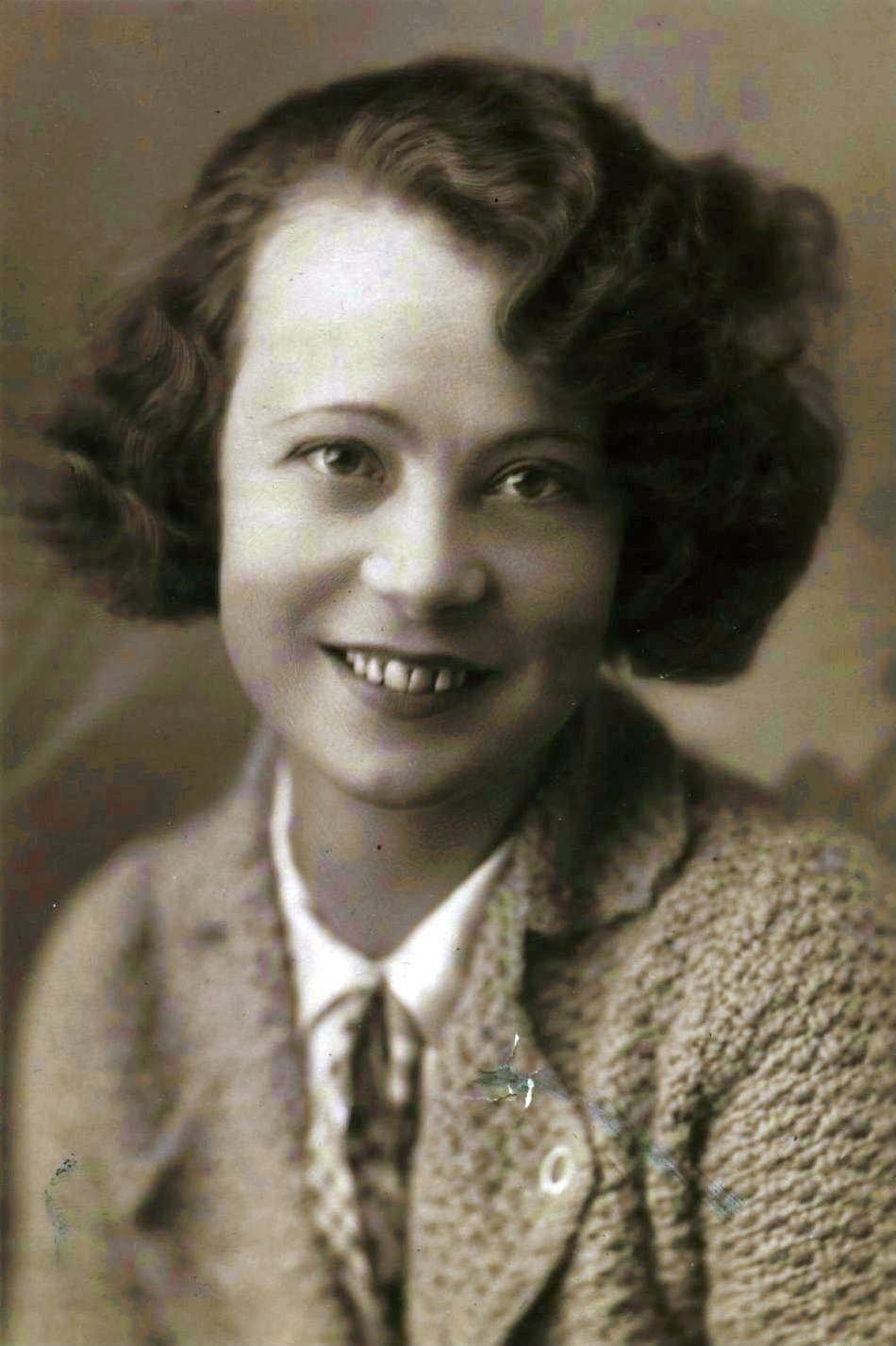
Mira Marko Debelak (1933)

Mira „Marko“ Debelak Deržaj (* 26. Dezember 1904 in Sarajevo, Österreich-Ungarn; † 27. September 1948 in Ljubljana, Jugoslawien) war eine slowenische Bergsteigerin und Publizistin. Durch die Erstbegehung einer der „schwierigen“ Nordwände der Alpen galt sie als „Kletterwunder“ und als „Ausnahmeerscheinung“ unter bergsteigenden Frauen.

## Leben
Miroslava Marija Štefanija Debelak(ova) wurde am 26. Dezember 1904 in Sarajevo als viertes und jüngstes Kind des Postbeamten geboren. Ihr Vater Dr. Janko Debelak wurde 1918 der erste Direktor der slowenischen Post- und Telegraphendirektion in Ljubljana (Laibach). Sie lebte dort bis zu ihrem Tod. Debelak wurde Mira und später in Bergsteigerkreisen Marko oder als Autorin Mira Marko genannt. Sie war hochbegabt und beherrschte fünf Sprachen: Deutsch, Kroatisch, Italienisch, Französisch und Englisch. Künstlerisch und freiberuflich tätig, wurde sie eine bekannte Blumenmalerin. Die Sammlung ihrer Aquarelle von Pflanzen ist von größerer Bedeutung. In ihren letzten Lebensjahren fertigte sie anatomische Lehrzeichnungen an.
Bergsteigerisch war Debelak Autodidaktin, die ohne Bergführer in den Steiner und Julischen Alpen kletterte. Die erste ernsthafte Bergtour führte sie 1922 auf den Stol (Hochstuhl), im folgenden Jahr stand sie das erste Mal auf dem Triglav. Als größere Unternehmungen folgten die Nordostwand der Rjavina (2532 m) sowie die Ostwand des Razor (2602 m). Erstbegehungen waren 1926 die Nordwände von Triglav und Špik. Debelak durchstieg, wie häufig als Seilerste, mit Stane Tomišek die 950 Meter hohe Wand mit der Schwierigkeitsskala V, A0. Berichte erschienen in der Österreichischen Alpenzeitung und im englischen Alpine Journal. Ihre Winterbegehung der Triglav-Nordwand bei extremen Schneeverhältnissen hatte den Schwierigkeitsgrad VI.
Debelak war kurzzeitig mit einem Kletterkameraden verheiratet und konnte 1933 wieder ihren Nachnamen annehmen. Sie konvertierte zur altkatholischen Kirche und heiratete dann 1938 den bekannten slowenischen Bergsteiger und Hochschullehrer „Edo“ Edvard Deržaj. Mit ihm hatte sie zahlreiche Erstbegehungen absolviert. Als er 1927 in der Nordwand des Triglav 50 Meter tief abstürzte, hielt sie trotz eigener Verletzungen den Totgeglaubten mehrere Stunden am Seil bis Rettung eintraf. Er konnte schwerstverletzt geborgen werden. Nachspiel war ein Gerichtsverfahren. Der gemeinsame Sohn wurde 1936 geboren. Als Bergsteiger wurde Matjaž Deržaj durch schwierige Besteigungen im Gesäuse bekannt.
Zu Debelaks 100 Touren gehörten 23 Erstbegehungen. Als „ausgezeichnete Skifahrerin“ kombinierte sie auch Winterbesteigungen mit Skitouren. Sie war Bibliothekarin des Bergsteigervereins Skala, lieferte Beiträge zu ausländischen Bergsteigerschriften und hielt Vorträge unter anderem in Wien, London, München sowie Salzburg. Als erste Frau wurde Debelak in die Akademische Sektion aufgenommen. Ihr Buch Plezalna tehnika gehört zu den ersten Schriften über Klettertechnik in Slowenisch. Ihre Chronik über den Berg Triglav konnte sie nicht mehr als Buch herausgeben.
Mira Debelak Deržaj starb am 27. September 1948 in ihrer Heimatstadt Ljubljana nach langjähriger Krankheit.

## Erfolge

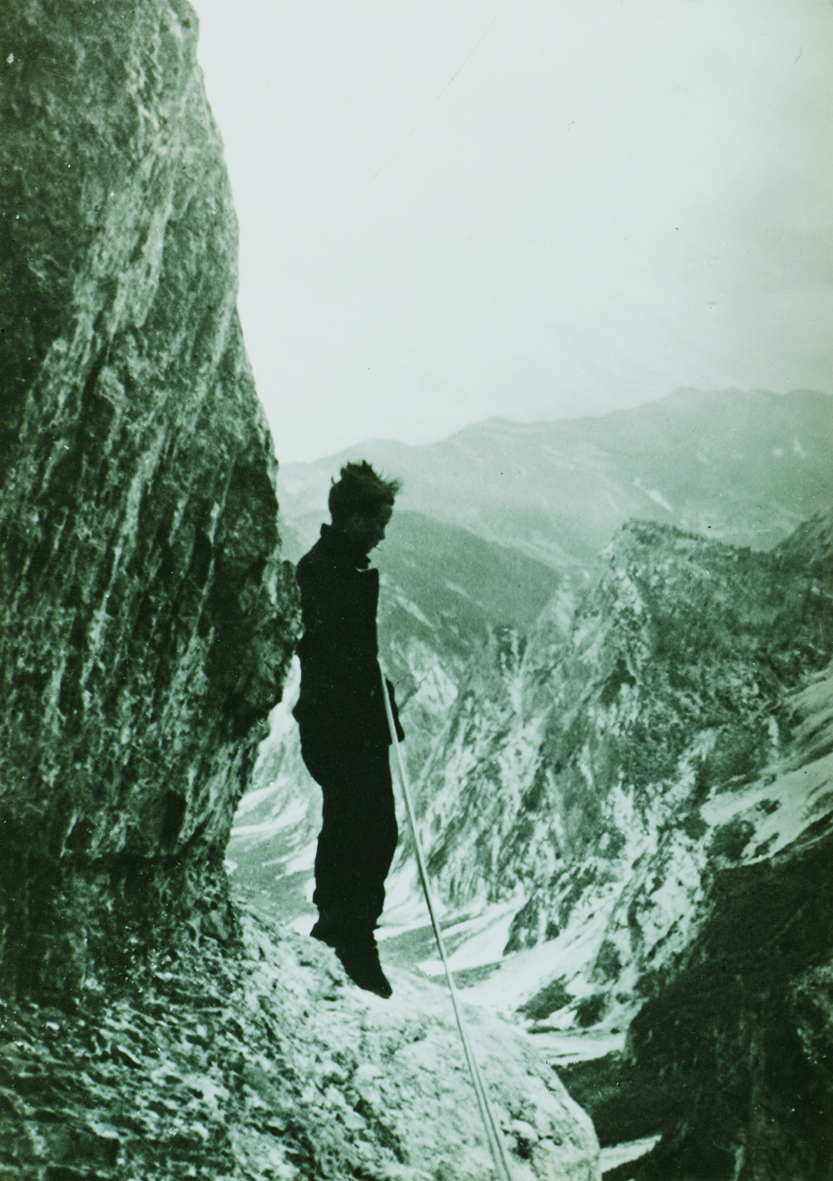
Am Jalovec (1926)

- Südwand der Divja koza (Cima di Riofreddo, 2507 m), 1926
- Erstbegehung der Fensterroute am Triglav, 1926
- Erstbegehung der Nordwand des Špik, 1926
- Erst- und Alleinbegehung der Nordwestwand der Ojstrica (2350 m)
- Durchsteigung der Clapadorieschlucht („Wasserfallschlucht“) am Montasch
- Erstbegehung der Nordwand des Kanjavec
- Erste Überschreitung der Cima Barba
- Erste Überschreitung des großen Grats der Cima dei Preti in den Südlichen Karnischen Alpen
- Nordwände von Velika Mojstrovka (2366 m), Jôf Fuart (Viš, 2666 m) und Velika Ponca (2602 m), 1932
- „Slowenische Route“ am Ben Nevis, 1934
- Erstbegehungen in den Albanischen Bergen

## Schriften
Als Autorin:
- Plezalna tehnika. Slovensko planinsko društvo, Ljubljana 1933.
- mit Fanny Susan Copeland: A short guide to the Slovene Alps (Jugoslavia) for British and American tourists. 1936.
- Kronika Triglava. In Fortsetzungen veröffentlicht in: Planinski vestnik, 1947–1949.

Als Übersetzerin:
- Julius Kugy: Iz mojega življenja v gorah. (Aus dem Leben eines Bergsteigers.) Julijske Alpe, 1937.